# Операция «Защитная стена»
Опера́ция «Защи́тная стена́» (ивр. מִבְצָע חוֹמַת מָגֵן‎ Мивца́ Хома́т Маге́н) — антитеррористическая операция израильской армии, проведённая с 29 марта по 10 мая 2002 года на Западном берегу реки Иордан по решению правительства Израиля. Это была крупнейшая военная операция на Западном берегу реки Иордан со времён Шестидневной войны. Была начата после теракта в отеле «Парк» и серии терактов в предшествующие месяцы.

## Обстановка перед операцией
В марте 2002 года, в разгар Второй палестинской интифады, Израиль потрясла серия терактов, направленных против военного и гражданского населения страны. Только в марте 2002 года в результате терактов погибло 130 израильтян. Самым кровавым стал теракт в отеле «Парк», в котором погибли 30 и были ранены 140 человек. Приезд специального представителя президента Джорджа Буша генерала Энтони Зини не смог повлиять на противоборствующие стороны, и израильские власти приняли решение о широкомасштабной операции на Западном берегу. На заседании правительства 28 марта министры единогласно, кроме двух воздержавшихся, Шимона Переса и Матана Вильнаи (партия «Авода»), проголосовали за начало операции «Защитная стена». В те же дни ЦАХАЛ начал частичную мобилизацию в основном пехотных, инженерно-сапёрных и танковых сил. Были высланы 20 000 повесток резервистам по всей стране. Более 80 % израильтян поддержали решение правительства о начале операции.

## Начало операции
Операция «Защитная стена» проходила во всех городах Западного берега реки Иордан, включая и неформальную столицу Палестинской национальной администрации (ПНА) Рамаллу, в которой находился её председатель  Ясир Арафат.

### Рамалла
В первый день операции израильские войска блокировали официальную резиденцию «Муката» Арафата. Разрушив часть здания, израильтяне потребовали от Арафата выдать террористов, получивших убежище в его канцелярии, в том числе и убийц израильского министра туризма Рехаваама Зеэви. Под давлением американской администрации Арафат согласился на требования израильской армии и сдавшиеся террористы были помещены в тюрьму города Иерихон. Помимо этого, в Рамалле были захвачены десятки террористов, в том числе предводитель Танзим Марван Баргути, позже осуждённый израильским судом на несколько пожизненных заключений. В Мукате и в штабе главы палестинских спецслужб Джибриля Раджуба были обнаружены матрицы по производству фальшивых шекелей и сотни документов, свидетельствующих о причастности властей ПА к финансированию террористической деятельности.

### Дженин
Самые большие потери во время операции «Защитная стена» израильские войска понесли в Дженине. Пятая резервистская бригада ЦАХАЛ получила задание овладеть палестинским лагерем беженцев Дженин, в одноимённом городе. 2 апреля израильские войска вошли в город и стали вести тяжёлые бои от дома к дому. Министр обороны Израиля Биньямин Бен-Элиэзер не разрешил войскам использовать авиацию из-за опасения массовой гибели гражданского палестинского населения в случае бомбовых ударов с воздуха. По приказу командира военного крыла «Исламского джихада» Махмуда Туальбе сотни домов в лагере были заминированы, в том числе и дом самого Туальбе. 9 апреля подразделение резервистов под командованием капитана Одеда Голомба наткнулось на засаду, организованную палестинцами. Против солдат были использованы десятки взрывных устройств и открыт огонь из автоматического оружия. 13 израильских солдат погибли во время боя. Со времён первой Ливанской войны израильская армия не несла таких потерь в одном бою. Вследствие этого командованием ЦАХАЛ было принято решение о разрушении любого дома, в котором могли бы укрыться террористы при помощи бульдозеров D9. Солдаты давали возможность террористам сдаться перед каждым разрушением здания. Именно таким способом были захвачены предводители «Исламского джихада» Таабат Мардауи и Али Сфури. 12 апреля террористы прекратили боевые действия, и израильские войска были выведены из Дженина. Помощник Госсекретаря США Уильям Бёрнс назвал произошедшее в лагере беженцев Дженин «ужасной гуманитарной катастрофой». Арафат сравнил действия ЦАХАЛ с «фашистскими злодеяниями» и назвал город Дженин «палестинским Дженинградом» по ассоциации со Сталинградом. Власти ПНА поначалу утверждали, что в Дженине погибло до 900 человек, впоследствии уменьшили оценку погибших до 500 человек, в итоге объявив о 56 погибших, таким образом, «фактически признали лживость обвинений» «палестинской пропаганды» (Г. Коган, сми.ру, Ш. Перес) в адрес Израиля. Организация Human Rights Watch также не нашла свидетельств резни, якобы устроенной израильской армией, но обвинила израильскую армию в военных преступлениях. По данным организации, погибли 22 мирных жителя.

### Шхем(Наблус)
Дивизия Иудеи и Самарии под командованием генерала Ицхака Гершона получила приказ овладеть городом. По оценкам Генштаба ЦАХАЛ, Наблус представлял самую большую угрозу для израильских войск из-за большого количества террористов и скученности населения в лагере беженцев «Балата». Солдаты бригад Голани и Цанханим окружили город, не дав десяткам террористов покинуть город. Итогом захвата Наблуса стало уничтожение десятков мастерских по производству взрывчатки, сотни террористов были задержаны, в том числе Хусам Бадран из «Хамас» и Насер Ауис из ФАТХ. Были уничтожены почти 70 террористов, погибли 8 гражданских лиц и один израильский солдат.

### Туль-Карем
Бригада Цанханим под командованием Йоси Бахара без потерь захватила город Туль-Карем. В ходе боёв были уничтожены 9 террористов, большинство других предпочли бросить оружие и сдаться израильским войскам. Также был захвачен соседний с Туль-Каремом городок Кабатия.

### Калькилия
1 апреля был захвачен город Калькилия. Операция прошла без потерь с израильской стороны. Участники террористических организаций сбежали из города ещё до входа ЦАХАЛ.

### Иерихон
Палестинский город Иерихон сдался без боя.

### Бейт-Лехем (Вифлеем)
Самую большую международную огласку получили бои в Бейт-Лехеме (Вифлееме). 2 апреля группа из 40 вооружённых боевиков ФАТХа, ХАМАСа, Исламского Джихада и служб безопасности ПНА под командованием главы разведки ПНА в Вифлееме Абдаллы Дауда укрылась на территории церкви Рождества Христова, захватив в качестве заложников около 60  монахов и почти 200 гражданских лиц. После нескольких недель переговоров, 9 мая было достигнуто международное соглашение, по которому шесть европейских стран согласились принять 13 палестинских террористов на своей территории, а остальные 26 были высланы в сектор Газа.

## Итоги операции
С военной точки зрения операция «Защитная стена» завершилась успехом. Была остановлена волна терактов, направленных против гражданского населения Израиля. Были уничтожены сотни террористов, в том числе организатор теракта в отеле «Парк» Кейс Адуан, захвачены сотни документов, оружие, взрывчатка. ЦАХАЛ получил возможность беспрепятственно входить на территорию Палестинской автономии в целях ареста подозреваемых в терроризме. Были остановлены обстрелы иерусалимского квартала Гило со стороны палестинского города Бейт-Джала. Ясир Арафат до своей смерти в 2004 году не мог покинуть территории Мукаты, тем самым перестав влиять на политическую жизнь Палестинской автономии. С помощью захваченных документов Израиль доказал участие Арафата в финансировании террористических организаций и в контрабанде оружия на территорию ПА, в том числе оплату захваченного израильскими спецподразделениями судна «Карин А».

## Количество убитых
В ходе операции «Оборонительный щит» и повторной оккупации районов ПНА, переданных ей в соответствии с Соглашениями в Осло, в период с 1 марта по 7 мая 2002 года и сразу же после этого было убито 497 и ранено 1447 палестинцев. В большинстве сообщений содержится оценка, согласно которой в Наблусе было убито от 70 до 80 палестинцев, в том числе приблизительно 50 гражданских лиц. Израильская сторона потеряла в Наблусе четырёх солдат. В лагере в Дженине к моменту ухода войсковых частей и отмены комендантского часа 18 апреля было убито по меньшей мере 52 палестинца, из которых до половины могли быть гражданскими лицами, и 23 израильских солдата. Прозвучавшие в середине апреля заявления официальных лиц ПНА о том, что в лагере в Дженине было убито не менее 500 человек, впоследствии подтверждены не были.

## Критика
Согласно отчёту организации «Международная амнистия», в ходе операции произошли военные преступления со стороны АОИ в лагере беженцев Дженин и в городе Наблус. Эти преступления, согласно «Международной амнистии», включали незаконные убийства, отсутствие обеспечения медицинской и гуманитарной помощи, уничтожение домов и собственности (иногда с находящимися в них гражданскими лицами), отключение электро- и водоснабжения гражданскому населению, пытки и другое жестокое и негуманное обращение, произвольное помещение под арест, использование палестинских гражданских лиц в качестве «живых щитов». Согласно «Международной амнистии», «АОИ действовала так, как будто главной целью было наказать всех палестинцев».
В ответ на отчёт Amnesty, пресс-секретарь АОИ заявил, что «проводя антитеррористическую операцию, целью которой являлось ликвидация инфраструктуры террора, Израиль реализовывал своё неотъемлемое право на оборону и защиту своих граждан от посягательств террористов», и что в «ходе всех акций, проводимых в густонаселенных районах, израильская армия действовала с максимально возможной степенью осторожности, стараясь не допустить жертвы среди мирного населения».
В связи с отчётом «Международной амнистии», леворадикальное движение «Шалом Ахшав» призвало премьер-министра А. Шарона отказаться от назначения Ш. Мофаза, занимавшего должность начальника генерального штаба АОИ в период операции, на пост министра обороны. А. Шарон не принял во внимание этот призыв, и Ш. Мофаз стал министром обороны.
Критика данного отчёта, в частности, включала то, что:
- в нём не были учтены ранее опубликованные Израилем свидетельства о причастности к террору против Израиля (продолжавшегося и на момент публикации отчёта) руководства Палестинской администрации (ПНА) и её председателя Я. Арафата[24];
- он основывался только на свидетельствах жителей Палестинской администрации и не включал свидетельства участвовавших в операции резервистов АОИ;
- в нём не были упомянуты заявления С. Ариката о «бойне в Дженине», позднее опровергнутые как ООН, так и самой ПНА; нет там и данных о погибших в Дженине израильских резервистах;
- в отчёте не учитывалась причастность к террористической деятельности и непосредственное участие в боевых действиях жителей Дженина.